# Rivière Poussière Nord
Rivière Poussière Nord är ett vattendrag i Kanada.   Det ligger i provinsen Québec, i den sydöstra delen av landet, 180 km nordväst om huvudstaden Ottawa.
I omgivningarna runt Rivière Poussière Nord växer i huvudsak blandskog. Trakten runt Rivière Poussière Nord är nära nog obefolkad, med mindre än två invånare per kvadratkilometer.